# Йен, Донни
Чжэнь Цзыда́нь (кит. 甄子丹, пиньинь Zhēn Zǐdān; род. 27 июля 1963), также известен под американизированным именем Донни Йен (где «Йен» кантонское произношение его фамилии, которая в пекинском диалекте произносится Чжэнь) — китайский актёр, режиссёр, продюсер, постановщик трюков и боевых сцен.

## Биография
Донни родился в Кантоне (Гуанчжоу) и прожил там первые два года, после чего родители Йена отправились в Гонконг. Мать Донни занималась ушу (она практиковала стиль «тайцзицюань») и стрельбой из лука, а отец работал редактором газеты. В Гонконге мать Йена — Май Баочань (Мак Боусим) — пыталась открыть собственную школу ушу, однако ей так и не удалось этого сделать (по слухам, планам сильно противодействовала гонконгская мафия). Не видя никаких перспектив в британской провинции, семья Йена отправляется в США и оседает в пригороде Бостона. Именно там осуществляется мечта Май Баочань — она открывает собственный зал Chinese Wushu Research Institute, который вскоре становится одним из самых популярных не только в Бостоне, но и во всей Америке.
Донни Йен начал заниматься ушу в школе своей матери. В то время маленький Донни обожал фильмы про кунг-фу (так называли ушу американцы) и постоянно выискивал в них новые приемы, которые затем оттачивал на тренировках. Его любимыми актерами были Брюс Ли и тогда ещё совсем молодой Джеки Чан, а вот Чак Норрис Йену совсем не нравился.
В начале 80-х Донни Йен становится завсегдатаем т. н. «Зоны боев» — местечка в пригороде Бостона, где проходили нелегальные бои без правил. Там же Йен знакомится с представителями Триады, которые решают взять шефство над способным бойцом. У Донни начинается совсем другая жизнь: ночные клубы, девушки и бандитские разборки. Неизвестно, чем бы все закончилось, если бы не Май Баочань, которая «от греха подальше» отправляет сына в Пекин.
В Пекине Донни Йен попадает в национальную сборную по ушу, тренером которой был знаменитый китайский мастер Ли Юмэнь. Донни занимается у него два года, а затем решает все же вернуться в Штаты. Однако путь в Америку лежит через Гонконг, и там Йен совершенно случайно попадает на кастинг нового фильма про ушу «Пьяный тайцзи». Режиссёр будущего хита полуподвальных гонконгских видеосалонов Юнь Вопхин оказывается старинным знакомым матери Донни, и снисходительно разрешает Йену принять участие в кастинге. Две минуты съемочная группа, открыв рты, наблюдает за импровизированным спаррингом юноши. Придя в себя, Хэпин немедленно предлагает Донни главную роль. Йен соглашается скорее «шутки ради» — он и в мыслях не допускал, что станет актером.
Работать с Юнь Вопхином Донни поначалу совсем не понравилось. «Он никогда ничего не объяснял ни мне, ни другим актерам — вспоминает Йен. — Мы просто подходили к камере, и Юнь говорил — ударь его так, чтобы он согнулся, потом ещё раз. И всё. Зато когда ему что-то не нравилось, он вскакивал со своего режиссерского кресла и начинал безбожно орать. В такие моменты мне хотелось его убить».
Но никто никого не убил, более того — их первая работа стала началом пятилетнего творческого дуэта. За это время Хэпин и Йен сняли фильмы, ставшие настоящими «шедеврами жанра» — «Клетка тигра», «Пьяный тайцзи». К концу 80-х Донни Йен начинает постепенно отдаляться от Хэпина: сначала он работает с ним просто как постановщик боев, а затем и вовсе прекращает сотрудничество с режиссёром. Первая же роль Йена вне творческого тандема с Хэпином становится знаковой: вместе с Джетом Ли он снимается в новом боевике Цуй Харка «Однажды в Китае 2». Участие в картине делает Донни настоящей звездой в масштабах Гонконга, и он получает приз за «лучшую мужскую роль второго плана».
После этого, неожиданно для многих, Донни Йен уходит на телевидение. Он подписывает контракт на участие в двух сериалах, которые становятся хитами. На волне успеха Йен пробует себя в режиссуре, снимая фильм «Легенда о волке». Вторая режиссёрская работа — «Поцелуй пули» — позволяет ему поехать на кинофестиваль в Токио, где он номинируется на звание «лучший режиссёр-дебютант». После этого Донни Йен знакомится со Стивеном Сигалом, и последний настолько очарован Донни, что предлагает тому стать режиссёром своего нового фильма. С небес на землю Сигала спускают продюсеры, популярно объяснив актёру, что ни за что в жизни не доверят новичку проект ценой в 48 миллионов долларов.
Донни Йен — личность очень незаурядная, можно даже сказать, скандальная. Он весьма нелестного мнения о многих людях, которые его окружали и окружают. Например, Юнь Вопхина он называет «бездарным режиссёром», а Цуя Харка — «подкаблучником, который во всём слушается свою жену». Зато он обожает Майкла Бэя, и считает, что «Скала» и «Армагеддон» — настоящие шедевры кинематографа. Ещё Донни очень нравится фильм «Блейд».

## Фильмография
| Год  |   | Русское название                                | Оригинальное название                            | Роль                           |
| ---- | - | ----------------------------------------------- | ------------------------------------------------ | ------------------------------ |
| 1984 | ф | Пьяный тайцзи                                   | 笑太極                                           | Чань Чхюньчун                  |
| 1985 | ф | Странные парочки                                | Оригинальное название неизвестно                 | Эдди                           |
| 1981 | ф | Последний конфликт                              | The Final Conflict                               | Диксон Кван                    |
| 1988 | ф | Клетка тигра                                    | Tiger Cage                                       | Терри                          |
| 1989 | ф | При исполнении 4: Свидетель                     | In the Line of Duty 4                            | капитан Донни Ян               |
| 1990 | ф | Клетка тигра 2                                  | Tiger Cage 2                                     | Дракон Яу                      |
| 1991 | ф | Охота за кристаллом                             | Crystal Hunt                                     | Люн/Бретт Чан                  |
| 1991 | ф | Святая дева против зловещих мертвецов           | Holy Virgin vs. the Evil Dead                    | Шиан Чин-фэй                   |
| 1992 | ф | Однажды в Китае 2                               | 黃飛鴻之二男兒當自強                             | Командир Наплань               |
| 1992 | ф | Таверна Дракона                                 | New Dragon Gate Inn                              | Евнух Чхоу Сиуям               |
| 1993 | ф | Огненный гепард                                 | Cheetah on Fire                                  | Рональд                        |
| 1993 | ф | Бабочка и меч                                   | Butterfly & Sword                                | Ип Чен                         |
| 1993 | ф | Железная обезьяна                               | 少年黃飛鴻之鐵馬騮                               | Вонг Кэй-ин                    |
| 1993 | ф | Герои среди героев                              | 蘇乞兒                                           | Соу Чхань                      |
| 1994 | ф | Вин Чунь                                        | 詠春                                             | Лён Поктхоу                    |
| 1994 | ф | Циркачи                                         | Circus Kids                                      | Дэнтон Ли                      |
| 1995 | ф | Высокое напряжение                              | Asian Cop: High Voltage                          | Чян Хо-ва                      |
| 1989 | ф | Бог игроков                                     | Saint of Gamblers                                | Одинокая семёрка               |
| 1996 | ф | Железная обезьяна 2                             | 街頭殺手                                         | Железная обезьяна              |
| 1996 | ф | Возвращение Сатаны                              | Satan Returns                                    | Нам                            |
| 1997 | ф | Черная роза 2                                   | Black Rose 2                                     | Владелец школы бокса           |
| 1997 | ф | Легенда о Волке                                 | Legend of the Wolf                               | Фунг Ман-хин                   |
| 1998 | ф | Баллистический поцелуй                          | Ballistic Kiss                                   | Кот                            |
| 1998 | ф | Шанхайские разборки                             | Shanghai Affairs                                 | Тонг Шань                      |
| 1999 | ф | Город тьмы                                      | City of Darkness                                 | Озон                           |
| 2000 | ф | Горец: Конец игры                               | Highlander: Endgame                              | Цзин Кэ                        |
| 2002 | ф | Герой                                           | 英雄                                             | Небо                           |
| 2002 | ф | Блэйд II                                        | Blade II                                         | Снеговик                       |
| 2003 | ф | Шанхайские рыцари                               | Shanghai Knights                                 | Ву Чоу                         |
| 2004 | ф | Любовь на мели                                  | Love on the Rocks                                | Виктор Цуй                     |
| 2004 | ф | Хроники Хуаду: Лезвие розы                      | Fa dou daai jin                                  | Крадущийся тигр                |
| 2005 | ф | Семь мечей                                      | Seven Swords                                     | Чу Чжаонань                    |
| 2005 | ф | SPL: Sha Po Lang                                | 殺破狼                                           | Инспектор Ма Кван              |
| 2005 | ф | Врата тигра и дракона                           | 龍虎門                                           | Дракон Вонг                    |
| 2007 | ф | Горячая точка                                   | Dou fo sin (Flash Point)                         | Джан Ма                        |
| 2008 | ф | Императрица и воины                             | An Empress and the Warriors                      | Муронг Сюэху                   |
| 2008 | ф | Крашеная кожа                                   | 畫皮                                             | Панг Йонг                      |
| 2008 | ф | Ип Ман                                          | 葉問                                             | Ип Ман                         |
| 2009 | ф | Все хорошо, что хорошо кончается 2009           | All's Well, Ends Well 2009                       | Свадебный гость                |
| 2009 | ф | Великое дело основания государства              | The Founding of a Republic                       | Тянь Хань                      |
| 2009 | ф | Телохранители и убийцы                          | 十月圍城                                         | Шен Чунъян                     |
| 2010 | ф | 14 клинков                                      | 錦衣衛                                           | Цинлун                         |
| 2010 | ф | Ип Ман 2                                        | 葉問2                                            | Ип Ман                         |
| 2010 | ф | Возвращение Чэнь Чжэня                          | 精武风云.陈真                                    | Чэнь Чжэнь                     |
| 2011 | ф | Все хорошо, что хорошо кончается 2011           | All's Well, Ends Well 2011                       | Карл Там                       |
| 2011 | ф | Потерянный мастер клинка                        | The Lost Bladesman                               | Гуань Юй                       |
| 2011 | ф | Меченосцы                                       | Wu Xia,武俠                                      | Лю Цзиньси (Тан Лун)           |
| 2012 | ф | Все хорошо, что хорошо кончается 2012           | All's Well, Ends Well 2012                       | Карл Там                       |
| 2012 | ф | Вместе                                          | Together                                         | Мистер Кул                     |
| 2013 | ф | Особая личность                                 | Te shu shen fen                                  | Чэнь Цзылун                    |
| 2014 | ф | Золотая цыпочка 3                               | Gam Gai SSS                                      | Мастер Йип                     |
| 2014 | ф | Последний из лучших                             | Yat ku chan dik mou lam                          | Хахоу Мо                       |
| 2014 | ф | Ледяная комета                                  | 冰封俠: 重生之门                                 | Хо Ин                          |
| 2016 | ф | Ип Ман 3                                        | 葉問3                                            | Ип Ман                         |
| 2016 | ф | Изгой-один. Звёздные войны: Истории             | Rogue One: A Star Wars Story                     | Чиррут Имве                    |
| 2016 | ф | Крадущийся тигр, затаившийся дракон: Меч судьбы | Crouching Tiger, Hidden Dragon: Sword of Destiny | Тихий волк                     |
| 2017 | ф | Три икса: Мировое господство                    | xXx: The Return of Xander Cage                   | Сян                            |
| 2018 | ф | Большой брат                                    | 大師兄                                           | Учитель Генри Чен Ся / Чан Хак |
| 2018 | ф | Ледяная комета 2                                | Iceman: The Time Traveller                       | Хо Ин                          |
| 2019 | ф | Ип Ман 4                                        | 葉問4                                            | Ип Ман                         |
| 2020 | ф | Мулан                                           | Mulan                                            | Тунг                           |
| 2023 | ф | Джон Уик 4                                      | John Wick: Chapter 4                             | Каин                           |
| 2023 | ф | Шакра                                           | Sakra                                            | Цяо Фэн / Сяо Юаньшань         |
|      | ф | Каин                                            | Caine                                            | Каин                           |

## Личная жизнь
Донни Йен женат на китайской актрисе Сессилио Цисси Ван. Они поженились в 2003 году в Торонто. У них есть сын и дочь. Также у Йена есть сын от первого брака — с Цзин Цылын, который продлился меньше года.